# Форшоу, Уильям
Уилья́м То́мас Форшо́у (англ. William Thomas Forshaw, 20 апреля 1890 — 26 мая 1943) — английский кавалер креста Виктории, высшей воинской награды за героизм проявленный в боевой обстановке, что может быть вручена военнослужащим стран Содружества и прежних территорий Британской империи.

## Биография
Уильям Форшоу родился 20 апреля 1890 года в ланкаширском городе Барроу-ин-Фёрнесс, в семье менеджера местной судоверфи Vickers. Получив педагогическое образование, он устроился на работу преподавателем в мужской северо-манчестерской гимназии в Мостоне.
С началом Первой мировой войны Форшоу записался добровольцем. К 25 годам он был лейтенантом 1/9-го батальона манчестерского полка. За свои действия совершённые в период с 7 по 9 августа 1915 года в ходе Галлиполийской кампании был представлен к награде.
В официальном объявлении о награде говорилось:
Его Величество король любезно рад пожаловать крест Виктории нижеупомянутому офицеру, за проявление выдающейся храбрости и решимости:
Лейтенант Уильям Томас Форшоу, 1/9-й батальон, Манчестерский полк, Территориальная армия.
В момент, когда его подразделение удерживало северо-западный угловой участок виноградников, время от времени оно было подвержено турецким атакам и шквальному обстрелу из трёх вражеских траншей сходившихся в этом месте. В этих условиях он не только руководил своими людьми и вдохновлял их своим примером при полном пренебрежении к опасности, но и лично забрасывал врага гранатами на протяжении 41 часа. Когда же, спустя 24 часа, его часть была отведена на отдых, он добровольно выразил желание продолжить командование операцией.
Трижды в течение ночи с 8 на 9 августа его позиции были атакованы, а когда туркам всё же удалось прорваться на баррикаду он, застрелив троих из них из своего револьвера, возглавил контратаку и отбил позицию назад.
Когда он вернулся в свой батальон, он страдал от удушливых гранатных газов, получил серьёзный ушиб от осколка шрапнельного снаряда и еле мог поднять руку обессилевшую от непрерывного метания гранат.

Благодаря его личному примеру, исключительной отваге и стойкости этот очень важный угловой участок был удержан.
Продолжив службу, Форшоу дослужился до звания майора Британской Индийской армии. В 1922 году он вышел в отставку. Вернувшись в Англию, осел поначалу в окрестностях Ипсвича и вернулся к преподавательской деятельности. Предпринял попытку организовать две частные подготовительные школы, но оба предприятия были не успешны и оставили Форшоу банкротом.
Во время Второй мировой войны вступил в отряд местной самообороны, продолжил службу, но 26 мая 1943 года, в возрасте 53 лет, скончался у себя дома в деревне Голипорт, расположенной неподалёку от Мейденхеда. Был погребён в безымянной могиле в соседней деревне Точен-Энд. Долгие годы захоронение оставалось заброшенным. Считалось, что Форшоу похоронен в местечке Эштон-андер-Лайн, на что указывали многочисленные публикации. Настоящее место упокоения кавалера креста Виктории было найдено историком-энтузиастом Томом Медкрафтом после девятилетних поисков. Место захоронения было расчищено и 17 октября 1994 года в торжественной обстановке был открыт каменный памятник.
Крест Виктории Уильяма Форшоу находится в экспозиции музея Манчестерского полка в Эштон-андер-Лайн.